# Trapez (Surfen)
Als Trapez wird der Einfachheit halber in verschiedenen Wassersportarten ein breites Gurtsystem genannt, das an der Vorderseite mit einem Haken ausgestattet ist. Es wird verwendet, um Haltekräfte zu verringern und dadurch die Muskulatur der Arme zu entlasten.

## Unterscheidung zum Segeln
Beim Segeln von bestimmten Jollen, den sogenannten Trapezjollen und von Katamaranen wird ein System verwendet, das man ebenfalls Trapez nennt. Als Trapez wird hier die Leine vom oberen Teil des Masts zum, hier meist Trapezhose genannten, Gurtzeug bezeichnet.
Im Englischen wird das Gurtzeug als „harness“ bezeichnet und wie beim Segeln als Teil des Trapezes angesehen.

## Ursprünge
Als erstes wurden Trapeze beim Windsurfen eingesetzt. Erfunden wurde es 1974 in Kailua auf Hawaii. Einer der ersten, der die Vorteile erkannte und Trapeze verwendete, war das amerikanische Windsurfidol Robby Naish. In der Anfangszeit wurden Brusttrapeze verwendet.

## Verwendung
Beim Windsurfen wird der Haken an dem am Gabelbaum befestigten Tampen eingehängt. So wird mit dem Körpergewicht über das Trapez, den Trapeztampen und den Gabelbaum eine Zugkraft auf das Segel ausgeübt, die der Windkraft entgegenwirkt. Der Gabelbaum ist über den Mast mit dem Surfbrett verbunden. Durch „Hängen“ am Gabelbaum kann man deshalb in den Fußschlaufen stehend dosiert Druck auf den Mastfuß geben und so den vorderen Teil den Surfbrettes belasten. Diese Art der Gewichtsverlagerung durch die Verwendung eines Trapezes ermöglicht dem Windsurfer eine bessere Kontrolle über sein Surfbrett und somit höhere Gleitgeschwindigkeiten.
Beim Kitesurfen gehört das Trapez zur Mindestausstattung, da in Kombination mit der Bar der Anstellwinkel des Drachens gesteuert wird. Außerdem können die Drachen enorme Zugkräfte entwickeln, so dass diese ohne ein Trapez nicht lange gehalten werden können. Am Trapezhaken wird der Chickenloop der Bar eingehängt.
Ähnliche Trapeze werden im Kiteskiing, Kitesnowboarding und Powerkiting verwendet.

## Konstruktion und Bauarten
Trapeze bestehen meist aus verschiedenen Kunststoffen und einem metallenen Trapezhaken. Das Trapez wird um den Körper gelegt und mit mehreren Spanngurten straffgezogen. Der Trapezhaken besitzt oft einen Schnellverschluss, um das gesamte Trapez einfacher an- und ablegen zu können.
Beim Windsurfen unterscheiden sich die Trapezarten durch die Position des Hakens am Körper. Je nach Einsatzgebiet und persönlichen Vorlieben werden Sitztrapeze und Hüfttrapeze verwendet. Sitztrapeze werden eher von Geschwindigkeits-, Hüfttrapeze eher von Trickliebhabern verwendet.
Beim Kitesurfen wird ebenfalls meist zwischen Hüfttrapez und Sitztrapez unterschieden, es gibt aber auch Hybridformen.
- Das Hüfttrapez gewährt dem Fahrer größere Bewegungsfreiheit und behindert somit weniger bei Tricks. Andererseits kann es leichter verrutschen und dadurch den Tragekomfort beeinträchtigen.
- Das Sitztrapez besitzt Beingurte und eine Sitzfläche. Es wird auch meist zur Anfängerschulung eingesetzt, da sich der Drachen hier oft auf der 12-Uhr-Position befindet und das Trapez, durch den konstanten Zug nach oben, leichter nach oben verrutscht.
- Das Sitz-Hüfttrapez versucht die Vorteile beider Trapezarten zu vereinen. Es besitzt einen verlängerten schmaleren Rückenteil und sitzt so auf der gleichen Höhe wie ein Hüfttrapez, wird aber durch Beingurte ebenfalls am Verrutschen gehindert.